# Le petit nègre
Le petit nègre è una composizione per pianoforte scritta da Claude Debussy nel 1909.

## Storia
Dopo un periodo di crisi creativa nel 1909 Debussy ritornò a scrivere per pianoforte componendo Hommage à Haydn su incarico della Revue musicale; contemporaneamente scrisse un piccolo pezzo su richiesta del compositore francese Théodore Lack che stava realizzando un suo Méthode de piano, ovvero un "metodo elementare per pianoforte" in cui raccoglieva partiture per pianisti alle prime armi. La nuova composizione aveva la stessa fonte di ispirazione del Golliwog's cake-walk, ultimo brano dei Children's Corner che Debussy aveva composto pochi anni prima. Si è ipotizzato che il compositore potesse essersi ispirato a Hello! Ma Baby, un brano ragtime molto simile composto da Joseph E. Howard e Ida Emerson e interpretato per la prima volta da Arthur Collins. Essendo stato influenzato dalla musica nera americana che probabilmente aveva ascoltato in un Music-hall parigino o all'Esposizione universale del 1889, il musicista lo intitolò inizialmente The Little Nigar, con il sottotitolo Cake-walk e fu poco dopo pubblicato dall'editore Leduc con il titolo in francese Le petit nègre; nel 1934 venne pubblicato in una nuova edizione, sempre da Leduc, con l'aggiunta di una parte ripetuta. Debussy riutilizzò la prima sezione del pezzo per caratterizzare il soldatino inglese, personaggio de La boîte à joujoux, balletto per bambini che compose nel 1913.
Il pezzo è stato in seguito trascritto numerose volte, per flauto e pianoforte, per esempio, o per svariate altre formazioni strumentali.

## Analisi
Debussy era affascinato dalla musica "esotica", proveniente da altre culture, estranea cioè alla tradizione europea; la musica afro-americana, che andava allora diffondendosi, lo attraeva per il suo ritmo e la sua spontaneità. Molti altri compositori ne furono influenzati, da Dvořák a Stravinskij.
Le petit nègre è un breve brano di circa due minuti di esecuzione, allegro ed estroverso che descrive la leggera e accattivante danza di un ragazzino di strada che balla a un ritmo incontenibile. Il brano presenta una forma ABA e inizia subito col ritmo sincopato tipico del ragtime, très rythmé e marcato. Seppure il brano non sia di difficile esecuzione, affrontabile al quarto o quinto anno di studio, le terze cromatiche sostenute dalla mano sinistra devono essere eseguite con una diteggiatura non semplice, così come richiedono attenzione gli staccati contrastanti con la parte in legato realizzata con la destra. La sezione centrale (B) si contrappone alla prima ed è più tranquilla e melodica, pur presentando qualche elemento sincopato che la lega alla ripresa finale (A) del movimento iniziale.